# Mataroinen (Pieksämäki, Södra Savolax, Finland)
Mataroinen eller Matarajärvi är en sjö i Finland. Den ligger i kommunen Pieksämäki i landskapet Södra Savolax, i den centrala delen av landet, 270 km norr om huvudstaden Helsingfors. Mataroinen ligger 140,7 meter över havet. Arean är 1,52 kvadratkilometer och strandlinjen är 14,33 kilometer lång. Sjön  ingår i Kymmene älvs huvudavrinningsområde.   I omgivningarna runt Mataroinen växer i huvudsak barrskog. Den sträcker sig 2,0 kilometer i nord-sydlig riktning, och 2,1 kilometer i öst-västlig riktning.